# Presidente pro tempore de la Comunidad Andina
El Presidente pro tempore de la Comunidad Andina, es también, el presidente del Consejo Andino; es la máxima representante en eventos internacionales, y lleva a estos las declaraciones y opiniones concertadas del organismo supranacional.

## Descripción
La presidencia pro tempore de la Comunidad Andina es ejercido sucesivamente por el representante de cada uno de los Estados miembros, en orden alfabético, por el período de un año. 
Actualmente el orden lógico de quien asume el cargo es: Bolivia, Colombia, Ecuador y Perú; sin embargo, Venezuela fue miembro pleno hasta 2006. Chile originalmente fue miembro entre 1969-1976, pero se retiró durante la dictadura militar de Augusto Pinochet debido a incompatibilidades entre la política económica de ese país y las políticas de integración de la CAN. Este país es Miembro Asociado desde el 20 de septiembre de 2006, pero ello no supone el reingreso a la CAN.

## Lista de Presidentes
| N.º | Presidente | Presidente                      | País     | Partido/Alianza | Partido/Alianza                   | Inicio Periodo           | Fin Periodo              |
| --- | ---------- | ------------------------------- | -------- | --------------- | --------------------------------- | ------------------------ | ------------------------ |
| 1º  |            | Juan Evo Morales Ayma           | Bolivia  |                 | Movimiento al Socialismo          | 20 de abril de 2006      | 14 de junio de 2007      |
| 2º  |            | Álvaro Uribe Vélez              | Colombia |                 | Movimiento Primero Colombia       | 14 de junio de 2007      | 17 de junio de 2008      |
| 3º  |            | Rafael Vicente Correa Delgado   | Ecuador  |                 | Movimiento Alianza País           | 17 de junio de 2008      | 22 de julio de 2009      |
| 4º  |            | Alan Gabriel García Pérez       | Perú     |                 | Partido Aprista Peruano           | 22 de julio de 2009      | 22 de julio de 2010      |
| 5º  |            | Juan Evo Morales Ayma           | Bolivia  |                 | Movimiento al Socialismo          | 22 de julio de 2010      | 23 de julio de 2011      |
| 6º  |            | Juan Manuel Santos Calderón     | Colombia |                 | Partido Social de Unidad Nacional | 23 de julio de 2011      | 30 de julio de 2012      |
| 7º  |            | Rafael Vicente Correa Delgado   | Ecuador  |                 | Movimiento Alianza País           | 30 de julio de 2012      | 19 de septiembre de 2013 |
| 8º  |            | Ollanta Moisés Humala Tasso     | Perú     |                 | Partido Nacionalista Peruano      | 19 de septiembre de 2013 | 14 de octubre de 2014    |
| 9º  |            | Juan Evo Morales Ayma           | Bolivia  |                 | Movimiento al Socialismo          | 14 de octubre de 2014    | 11 de enero de 2016      |
| 10º |            | Juan Manuel Santos Calderón     | Colombia |                 | Partido Social de Unidad Nacional | 11 de enero de 2016      | 9 de mayo de 2017        |
| 11º |            | Rafael Vicente Correa Delgado   | Ecuador  |                 | Movimiento Alianza País           | 9 de mayo de 2017        | 24 de mayo de 2017       |
| 12º |            | Lenín Boltaire Moreno Garcés    | Ecuador  |                 | Movimiento Alianza País           | 24 de mayo de 2017       | 26 de mayo de 2018       |
| 13º |            | Martín Alberto Vizcarra Cornejo | Perú     |                 | Independiente                     | 26 de mayo de 2018       | 26 de mayo de 2019       |
| 14º |            | Juan Evo Morales Ayma           | Bolivia  |                 | Movimiento al Socialismo          | 26 de mayo de 2019       | 10 de noviembre de 2019  |
| 15º |            | Jeanine Áñez Chávez             | Bolivia  |                 | Movimiento Demócrata Social       | 10 de noviembre de 2019  | 8 de julio de 2020       |
| 16º |            | Iván Duque Márquez              | Colombia |                 | Partido Centro Democrático        | 8 de julio de 2020       | 17 de julio de 2021      |
| 17º |            | Guillermo Alberto Lasso Mendoza | Ecuador  |                 | Movimiento CREO                   | 17 de julio de 2021      | 29 de agosto de 2022     |
| 18º |            | José Pedro Castillo Terrones    | Perú     |                 | Perú Libre                        | 29 de agosto de 2022     | 7 de diciembre de 2022   |
| 19º |            | Dina Ercilia Boluarte Zegarra   | Perú     |                 | Independiente                     | 7 de diciembre de 2022   | 4 de agosto de 2023      |
| 20° |            | Luis Alberto Arce Catacora      | Bolivia  |                 | Movimiento al Socialismo          | 4 de agosto de 2023      | 4 de agosto de 2024      |
| 21° |            | Gustavo Petro                   | Colombia |                 | Pacto Histórico                   | 4 de agosto de 2024      | En funciones             |

## Bibliográfica
- Sanahuja, José Antonio. 2007. “Regionalismo e integración en América Latina: balance y perspectivas”, Pensamiento Iberoamericano (nueva época), monográfico “La nueva agenda de desarrollo en América Latina”, n.º 0, febrero de 2007, pp. 75-106, versión PDF en
- Sanahuja, José Antonio, 2009. Del ‘regionalismo abierto’ al ‘regionalismo post-liberal’. Crisis y cambio en la integración regional en América Latina y el Caribe”, en Laneydi Martínez, Lázaro Peña y Mariana Vázquez (coords.), Anuario de la Integración de América Latina y el Gran Caribe n.º 7, 2008-2009, Buenos Aires, Coordinadora Regional de Investigaciones Económicas y Sociales (CRIES), ISBN 980-317-196-8, pp. 11-54, disponible en
- Salgado Peñaherrera, Germánico. 1995. "El Grupo Andino de hoy: eslabón hacia la integración de Sudamérica". versión PDF
- Secretaría General Comunidad Andina. 2004. Evaluación de la dimensión económica del proceso de integración andino: comercio, inversión y cooperación financiera. versión PDF
- También ver Biblioteca Digital Andina de la CAN